# Centaurea incompta
Centaurea incompta là một loài thực vật có hoa trong họ Cúc. Loài này được Vis. mô tả khoa học đầu tiên.